# Aleksandr Tadewosjan
Aleksandr Tadewosjan (orm. Ալեքսանդր Թադևոսյան, ur. 9 sierpnia 1980 w Tbilisi, Gruzińska SRR) – ormiański piłkarz, grający na pozycji obrońcy, reprezentant Armenii.

## Kariera piłkarska

### Kariera klubowa
W 2000 rozpoczął karierę piłkarską w klubie Ararat Erywań. W 2003 został zawodnikiem Piunika Erywań. W 2006 przeszedł do irańskiego klubu Bargh Sziraz, ale po roku powrócił do Piunika. W 2008 ponownie wyjechał za granicę, tym razem do białoruskiego FK Witebsk. W 2009 powrócił do Armenii, gdzie bronił barw klubu Mika Asztarak.

### Kariera reprezentacyjna
Od 2002 jest zawodnikiem reprezentacji Armenii.